# PGC 35900
LEDA/PGC 35900 ist eine Spiralgalaxie vom Hubble-Typ Scd mit ausgedehnten Sternentstehungsgebieten im Sternbild Großer Bär am Nordsternhimmel. Sie ist schätzungsweise 58 Millionen Lichtjahre von der Milchstraße entfernt. Sie bildet gemeinsam mit PGC 35852 ein gravitativ gebundenes Galaxienpaar und gilt als Mitglied der NGC 3795-Gruppe (LGG 244).
Im selben Himmelsareal befinden sich u. a. die Galaxien NGC 3757, NGC 3838, IC 691.